# Tweede Slag bij Deep Bottom
De Tweede Slag bij Deep Bottom vond plaats tussen 14 augustus en 20 augustus 1864 in Henrico County, Virginia tijdens de Amerikaanse Burgeroorlog. Deze slag is ook gekend als de Slag bij New Market Road, Bailey's Creek, Charles City Road, White's Tavern of Fussell's Mill.
Tijdens de nacht van 13 augustus op 14 augustus 1864 stak een strijdmacht onder leiding van de Noordelijke generaal-majoor Winfield S. Hancock de James over bij Deep Bottom om opnieuw Richmond te bedreigen. Hiermee hoopten Grant om opnieuw Zuidelijke eenheden weg te lokken van hun stellingen voor Petersburg. Op 14 augustus nam het X Corps stellingen in nabij New Market Heights terwijl het II Corps de Noordelijke linies uitbreidde langs Bailey’s Creek. Tijdens de nacht werd het X Corps naar de rechterflank gedirigeerd nabij Fussell’s Mill. Op 16 augustus voerden de Noordelijken een aanval uit bij de molen. Deze kende initieel succes. Een Zuidelijke tegenaanval echter verdreef de Noordelijke aanvallers. Na verschillende dagen van schermutselingen trokken de Noordelijken zich opnieuw terug over de James tijdens de nacht van 20 augustus. De Zuidelijken slaagden er opnieuw in om een Noordelijke dreiging af te slaan. Dit ging wel ten koste van de Zuidelijke aanwezigheid voor Petersburg, wat uiteindelijk de bedoeling was van deze Noordelijke aanval.

## Achtergrond
Deep Bottom is de lokale naam voor een gebied langs de James in Henrico County, Virginia op ongeveer 18 km ten zuidoosten van Richmond. Het gebied ligt rond een hoefijzervormige bocht in de rivier die gekend is als Jones Neck. Het was een ideale oversteekplaats vanuit Bermuda Hundred die ten zuiden van de rivier lag.
Luitenant-generaal Ulysses S. Grant moest na de mislukte aanval op de Zuidelijke stellingen van Petersburg tussen 15 juni en 18 juni 1864 het beleg voor de stad opslaan. Terwijl de Noordelijke cavalerie tussen 22 juni en 1 juli een raid uitvoerde in een poging om de spoorlijnen naar Petersburg af te snijden, plande Grant en zijn staf een nieuwe aanval op de Zuidelijke stellingen bij Petersburg. De aanval stond gepland voor 30 juli en zou de geschiedenis ingaan als de Slag van de Krater. Om de kans op succes voor de komende aanval te verhogen, plande Grant en manoeuvre tegen Richmond waardoor hij hoopte dat de Zuidelijke generaal Robert E. Lee zou gedwongen worden om eenheden van stellingen bij Petersburg naar Richmond te verplaatsen.
Tijdens de Eerste Slag bij Deep Bottom tussen 27 juli en 29 juli stuurde Grant een gecombineerde strijdmacht onder leiding van de generaals-majoor Winfield S. Hancock en Philip H. Sheridan over de James om de Zuidelijke hoofdstad Richmond en de omliggende spoorwegen te bedreigen. Zo hoopte Grant Zuidelijke eenheden weg te lokken van hun stellingen rond Petersburg. De Noordelijke infanterie en cavalerie kon niet door de Zuidelijke stellingen bij Bailey's Creek en Fussell’s Mill breken en diende zich terug te trekken. Het hoofddoel om Zuidelijken bij Petersburg weg te lokken, was echter wel geslaagd. De geplande aanval op 30 juli kon doorgaan. Maar de Slag van de Krater werd een vernederende mislukking.
Op dezelfde dag als de Noordelijke mislukking bij de Krater, brandde de Zuidelijke Luitenant-generaal Jubal A. Early Chambersburg in Pennsylvania plat. Vanuit de Shenandoahvallei bedreigde Early steden in Maryland, Pennsylvania en het District van Columbia. Robert E. Lee was bezorgd over de acties die Grant ondernam tegen Early. In de eerste week van augustus had Grant generaal-majoor Philip H. Sheridan het bevel gegeven over het Army of the Shenandoah om Early tegemoet te treden met 40.000 soldaten. Lee stuurde de infanteriedivisie van generaal-majoor Joseph B. Kershaw, van luitenant-generaal Richard H. Andersons korps, samen met de cavaleriedivisie van generaal-majoor Fitzhugh Lee naar Culpeper, Virginia. Daar waren ze in een positie om zowel Early te ondersteunen of terug te keren naar de stellingen bij Richmond en Petersburg. Grant dacht verkeerdelijk dat het volledige korps van Anderson vertrokken was waarbij er volgens hem niet meer dan 8.500 Zuidelijke soldaten aanwezig konden zijn ten noorden van de James. Daarom besliste Grant opnieuw via Deep Bottom de Zuidelijke hoofdstad te bedreigen. Zo hoopte hij om de Zuidelijke versterkingen aan Early te ontzeggen of opnieuw Zuidelijke eenheden bij het front voor Petersburg weglokken.
Opnieuw zou Hancock deze opdracht krijgen. Op 13 augustus stak het X Corps van generaal-majoor David B. Birney, de cavaleriedivisie van brigadegeneraal David McM. Gregg en de artillerie van Hancocks eigen II Corps de rivier over via pontonbruggen naar Deep Bottom. De rest van het II Corps probeerde de Zuidelijken te doen geloven dat ze op weg waren om Sheridan te versterken. Na een mars in een verschroeiende hitte waarbij verschillende soldaten een zonnesteek opliepen, werden ze bij City Point, Virginia op boten gezet richting Chesapeake Bay. De soldaten wisten niet wat hun eindbestemming was. Een kleinere boot voer het konvooi achterna met de nieuwe orders. De schepen dienden rechtsomkeer te maken om in de nacht van 13 op 14 augustus aan land te gaan bij Deep Bottom. De landing liep de nodige vertraging op omdat Grants staff vergeten was om de nodige landingsdokken te voorzien bij Deep Bottom.

## De slag

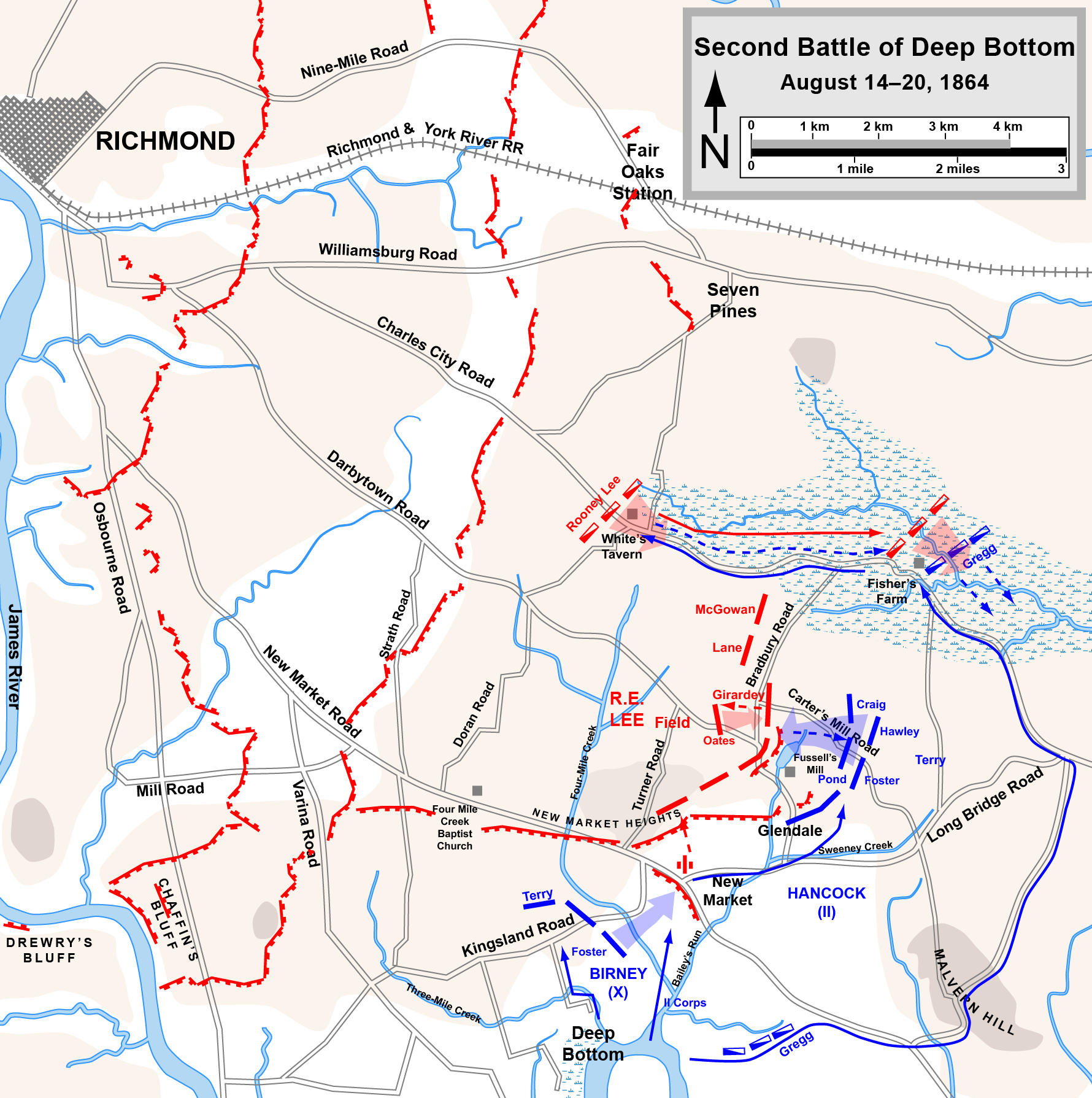
De tweede slag bij Deep Bottom

### 14 augustus
Nadat al zijn eenheden op 14 augustus de rivier waren overgestoken of waren geland, stelde Hancock Birneys X Corps op de linkerflank op. Hancocks 3rd Division van het II Corps onder leiding van brigadegeneraal Gershom Mott nam het centrum voor zijn rekening en de 1st en 2nd Divisions onder leiding van brigadegeneraal Francis C. Barlow (die tijdelijk het bevel had over de twee divisies bij afwezigheid van John Gibbon) nam de rechterflank waar. Birney diende op te rukken naar de Zuidelijke stellingen bij New Market Heights, terwijl de divisies van het II Corps de Zuidelijke linkerflank dienden te keren. Mott diende op te rukken naar de New Markte Road richting Richmond, Barlow diende Fussell’s Mill op de Darbytown Road te benaderen en Greggs cavalerie bood de nodige bescherming van de Noordelijke rechterflank en diende eventueel door te stoten naar Richmond. Birneys eenheden verjoegen de Zuidelijke voorposten op de Kingsland Road, maar diende halt te houden voor de fortificaties langs de New Markte Heights. Opnieuw werden veel soldaten het slachtoffer van een zonnesteek.
Pas tegen de middag op 14 augustus maakten Barlows soldaten contact met Zuidelijke voorposten langs de Darby Town Road net ten noorden van de Long Bridge Road. De Noordelijken waren verrast door de sterkte van hun vijand tegenover hun. Voor Birney en Mott lag een volledige Zuidelijke divisie onder leiding van generaal-majoor Charles W. Field. Chaffin’s Bluff werd verdedigd door een andere divisie, die van generaal-majoor Cadmus M. Wilcox en meer versterkingen waren onderweg. Omdat Barlow opmars door de hitte vertraging opliet, kregen de Zuidelijken de tijd om het gebied rond Fussell’s Mill te versterken met houwitsers en de brigade van George T. Anderson. Hancock stuurde een koerier naar Barlow met de boodschap om zoveel man als mogelijke te concentreren langs de Darbytown Road om vandaar uit de doorbraak te forceren. In de plaats stelde Barlow zijn troepen op tot aan Motts rechterflank. Van een zwaartepunt in zijn slaglinie was geen sprake. Uiteindelijk was er slechts één brigade die de aanval opende op Fussell’s mill. Toch slaagde deze brigade om twee Zuidelijke cavalerieregimenten onder leiding van brigadegeneraal Martin W. Gary's te verdrijven. Andersons brigade stopte de Noordelijke opmars. Field had Andersons brigade overgeplaatst van zijn rechterflank. Dit verzwakte de Zuidelijke slaglinie voor Birneys korps. Birneys korps rukte op. Nam een deel van de loopgraven in en veroverde vier kanonnen.
Hoewel de Noordelijke aanvallen grotendeels mislukt waren, boekten zo toch enig effecto zoals Grant wou. Lee was ervan overtuigd dat deze dreiging serieus genomen diende te worden en stuurde eenheden van het front bij Petersburg naar Richmond. Hij stuurde twee infanteriebrigades van Mahones divisie en de cavaleriedivisies van de generaals-majoor Wade Hampton en W.H.F. "Rooney" Lee richting Richmond. Grant stuurde een bevel naar Hancock om de aanvallen op 15 augustus verder te zetten. Opnieuw besliste Hancock om door de linkerflank van de vijand te breken. Birneys korps diende tijdens de nacht naar Barlows linie te marcheren. Hoewel het die nacht regende, vielen er veel soldaten ziek door de aanhoudende hitte.

### 15 en 16 augustus
Birneys mars werd door de moeilijke weers- en terreinomstandigheden vertraagd. Hancocks plan om in de vroege ochtend van de 15de augustus aan te vallen diende uitgesteld te worden. De Noordelijken bereikten Fussel’s Mill rond 13.00u. Daarna stuurde Birney verkenners uit terwijl zijn soldaten de rest van de namiddag uitrustten. Birney besliste dat er die dag geen aanval zou komen.
In de vroege ochtend van de 16de augustus reed Greggs cavalerie naar Glendale en in noordwestelijke richting via de Charles City Road naar Richmond. De Zuidelijke cavaleriedivisie van Rooney Lee blokkeerde de weg. Dit resulteerde in een dag vol schermutselingen en gevechten. De Noordelijke verdreven de Zuidelijken tot aan White’s Tavern, maar dienden op hun stappen terug te keren tot aan Fisher’s Farm. De Zuidelijke brigadegeneraal John R. Chambliss. De soldaten van het X Corps boekten initieel betere vooruitgang. De divisie van brigadegeneraal Alfred Terry voorafgegaan door de brigade van kolonel Francis Bates Pond brak door de Zuidelijke stellingen. Wrights, aangevoerd door de pas benoemde brigadegeneraal Victor Girardey, werd overrompeld en kon zich met veel moeite terugtrekken. Girardey kwam hierbij om. Het dicht beboste gebied zorgde ervoor dat Birney en Hancock niet wisten in wat voor een gunstige positie hun troepen zich bevonden. Fields kreeg hierdoor kostbare tijd om het ontstane gat te dichten. Kolonel William C. Oates voerde met twee Zuidelijke regimenten een tegenaanval uit en raakte hierbij gewond. Ondertussen was ook Robert E. Lee op het slagveld gearriveerd.

### 17 tot 20 augustus
Er vonden geen gevechten plaats op 17 augustus. Een tijdelijke wapenstilstand gaf beide partijen de tijd om hun doden en gewonden van het slagveld te halen. Lee plande ondertussen een tegenaanval op de Noordelijke rechterflank die om 11.00u op 18 augustus moest doorgaan. Deze aanval bestond uit een infanterie-aanval op de Charles City Road en een cavalerie-aanval op Fussel’s Mill. De aanval werd slecht gecoördineerd en de cavalerie rukte pas uit tegen 17.00u. Noch de infanterie, noch de cavalerie maakte enige vorderingen voor het invallen van de duisternis. Die nacht stuurde Hancock een divisie van het II Corps terug naar Petersburg om een deel van de loopgraven te bemannen in de plaats van eenheden die werden ingezet voor de Slag bij Globe Tavern bij de Wilmington en Weldon spoorweg. Er vonden geen gevechten meer plaats en Hancock trok zijn troepen in de nacht van de 20ste augustus terug over de James.

## Gevolgen
De Noordelijken verloren 2.900 soldaten, waarvan een deel door een zonnesteek. De Zuidelijken telden 1.500 slachtoffers. Generaal Gregg, die ooit brigadegeneraal John R. Chamblisss klasgenoot was in West Point, ontfermde zich over zijn stoffelijk overschot en stuurde het door de linies naar zijn weduwe. Zoals bij de Eerste Slag bij Deep Bottom slaagden de Noordelijken er niet in om door de Zuidelijke stellingen te breken. Toch had Lee opnieuw troepen moeten verplaatsen van het front bij Petersburg naar het front bij Richmond. Zo kon hij Early in de Shenadoah tijdelijke niet versterken.

## Aanbevolen lectuur
- Trudeau, Noah Andre. The Last Citadel: Petersburg, Virginia, June 1864 – April 1865. Baton Rouge: Louisiana State University Press, 1991. ISBN 0-8071-1861-3.